# بانگار علیا
بانگار علیا، روستایی از توابع بخش ازگله شهرستان ثلاث باباجانی در استان کرمانشاه ایران است.

## جمعیت
این روستا در دهستان ازگله قرار دارد و براساس سرشماری مرکز آمار ایران در سال ۱۳۸۵، جمعیت آن ۱۰۰ نفر (۲۳خانوار) بوده‌است. مردم محلی این روستا را با نام روستای بانگار کدخدا محمد نیز می‌شناسند.
بانگار یا باندار علیا و سفلی قشلاق یا گرمسیرنشین طایفه باوا می‌باشند. منطقه سردسیر این طایفه روستای نهرآب سیاران (ناراو) از توابع شهر جوانرود و روستای ده توت است. مردم این منطقه کرد و از ایل جاف می‌باشند. مذهب آن‌ها سنی شافعی،
شغل اصلی مردم این روستا کشاورزی دامداری و تبادل کالا با کردستان کشور عراق می‌باشد.

## جاهای دیدنی
از جمله جاهای دیدنی بانگار آبشار قلوز موردان - مناطق جنگی و آثار به جا مانده از جنگ ایران و عراق همچنین طبیعت زیبا و حیواناتی همچون روباه - گرگ - کبک - گراز - خرگوش و… را می‌توان نام برد که به زیبای‌های این روستا افزوده است.
همچنین در قسمت شمال غربی بانگار علیا با حد فاصله ۱/۵ کیلومتری روستای بانگار سفلی قرار دارد که جمعیت نزدیک به ۶۰ نفر را در خود جا داده است.
مردم این روستا نیز کرد و اهل سنت می‌باشند.